# 兰迪·法恩
兰德尔·亚当·法恩（英語：Randall Adam Fine，1974年4月20日—）是美国政治人物及前赌博业高管，自2025年4月起担任佛罗里达州第6国会选区联邦众议员。作为共和党成员，他于2024年至2025年期间在佛罗里达州参议院任职，此前曾于2016年至2024年在佛罗里达州众议院任职。